# Epyx

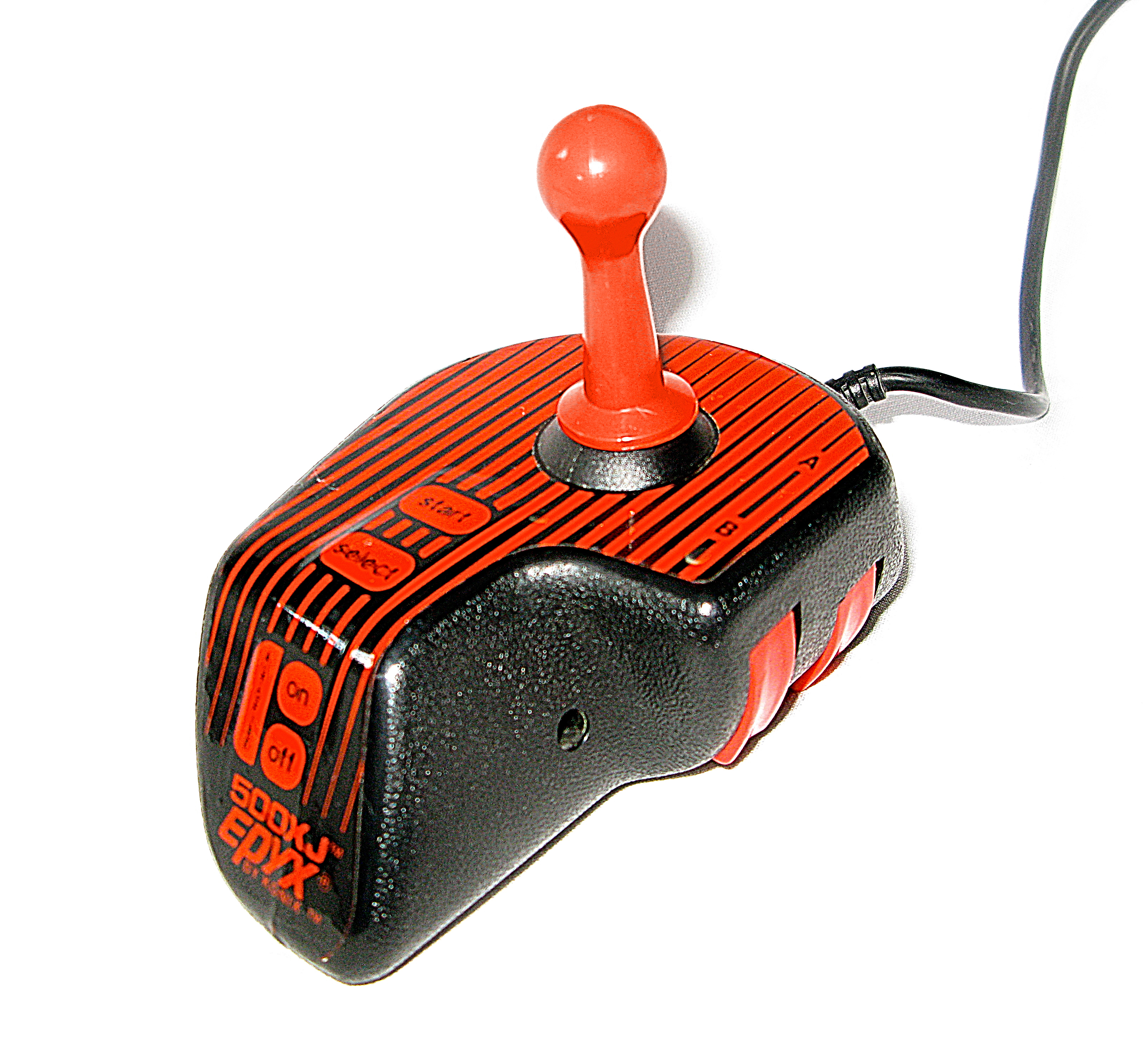
Eine der wenigen Hardware neben dem Lynx-Handheld von Epyx: Der Joystick Epyx 500XJ

Epyx war ein US-amerikanischer Entwickler und Hersteller von Computerspielen.

## Geschichte
Gegründet wurde Epyx als Automated Simulations 1978 von den Computer-Rollenspiel-Entwicklern Jon Freeman und Jim Connelley, die das Unternehmen Anfang der 1980er-Jahre wieder verließen. Unter neuem Management wurde die Firma in Epyx umbenannt und konzentrierte sich auf die Entwicklung von Actionspielen. Mit Jumpman von Randy Glover erschien 1983 der erste weltweite Epyx-Erfolg. Im selben Jahr folgte Jumpman Jr.
Es folgten die Spiele Pitstop und Pitstop II. Das Besondere an diesen Rennspielen ist, dass sich die Reifen während des Rennens abnutzen und der Spieler gezwungen wird, einen Boxenstopp einzulegen. Der zweite Teil enthält einen Zwei-Spieler-Modus mit horizontal geteiltem Bildschirm, gilt als optisch gelungen, hat allerdings Mängel bei der Steuerung. 1984 kaufte Epyx den Soft- und Hardwarehersteller Starpath auf. Ebenfalls 1984 fanden die Olympischen Spiele in Los Angeles statt. Epyx beschloss die Entwicklung von Summer Games. Grundlage war das Spiel Sweat! von Scott Nelson, einem ehemaligen Starpath-Programmierer. Das Spiel wurde komplett in Assembler geschrieben, und erstmals war ein Grafiker an der Entwicklung beteiligt. Es wurde in nur sechs Monaten fertiggestellt und über 100.000 mal verkauft. Nach Summer Games und Summer Games II erschienen in den folgenden Jahren unter anderem Winter Games, World Games und California Games. Ebenfalls 1984 wurde Impossible Mission fertiggestellt, eines der erfolgreichsten Jump ’n’ Runs der 1980er-Jahre. Impossible Mission machte seinem Namen alle Ehre, für die Spieler stellte der hohe Schwierigkeitsgrad eine besondere Herausforderung dar. Positiv fielen die Animation der Spielfigur und die klare Sprachausgabe auf. 1988 folgte Impossible Mission II, das zwar einfacher zu spielen, aber mit weniger aufwändiger Grafik ausgestattet war. Erfolgreich ist Nelsons FastLoad-Modul für das langsame C64-Floppy-Laufwerk VC1541, das Epyx 1984 auslieferte. Die „goldene“ Zeit endete bereits ein Jahr später, als der Mitbewerber Electronic Arts die Summer-Games-Designer und andere erfahrene Programmierer von Epyx abzog und mit ihnen EAs erste Inhouse-Entwicklungsabteilung aufbaute.
1989 wurde ein Handheld von Epyx unter dem Projektnamen „Handy“ entwickelt. Da es Epyx finanziell immer schlechter ging, wurde das Projekt an die Atari Corporation verkauft. Die Firma entwickelte daraus den späteren Atari Lynx. Die Anzahl der Beschäftigten bei Epyx sank in den folgenden Jahren von 200 auf 20 Mitarbeiter. Es folgten noch einige unbedeutende Titel für den PC, bis Epyx schließlich den Betrieb einstellte. Die Rechte an Epyx gingen an die Bridgestone Multimedia Group, die Rechte an den Spielen wurden größtenteils an Atari verkauft, wechselten in den 1990er-Jahren jedoch häufig den Besitzer. Heute liegen Teile der Rechte bei System 3. In Europa hat Magnussoft die Rechte an „epyx“.

## Titelübersicht
- 4x4 Offroad Racing (1988)
- Alien Garden (1982)
- Armor Assault (1982)
- Axe of Rage (1988)
- Barbarian: The Ultimate Warrior (1987)
- Barbarian II: Dungeons of Drax (1988)
- Barbie (1984)
- Battle Bugs (1994)
- Blue Lightning (1989)
- Break Dance (1984)
- California Games (1987)
- California Games 2 (1990)
- Championship Wrestling (1986)
- Chip’s Challenge (1989)
- Crush, Crumble and Chomp (1981)
- Crypt of the Undead (1982)
- Curse of Ra (1982)
- Danger in Drindisti (1981)
- The Datestones of Ryn (1979)
- Death Sword (1988)
- Destroyer (1986)
- Dragon's Eye (1981)
- Dragonriders of Pern (1983)
- ElectroCop (1989)
- Escape from Vulcan's Isle (1982)
- Fax (1983)
- Final Assault (1987)
- Fore!
- G.I. Joe (1985), siehe auch G.I. Joe (Action-Figur)
- Gates of Zendocon (1989)
- Gateway to Apshai (1983)
- Hellfire Warrior (1980)
- Hot Wheels (1985)
- Impossible Mission (1983)
- Impossible Mission II (1988)
- Invasion Orion (1979)
- Jabbertalky (1982)
- Jumpman (1983)
- Jumpman Jr. (1983)
- The Keys of Acheron (1981)
- King Arthur's Heir (1982)
- L.A. Crackdown (1988)
- Legend of Blacksilver (1988)
- Mind-Roll (1988)
- Monster Maze (1982)
- Morloc's Tower (1979)
- The Movie Monster Game (1986)
- New World (1982)
- The Nightmare (1982)
- Oil Barons (1983)
- Omnicron Conspiracy (1989)
- Pitstop (1983)
- Pitstop II (1984)
- PlatterMania (1982)
- Project Neptune (1989)
- Purple Saturn Day (1989)
- Puzzle Panic (1984)
- Rad Warrior (1986)
- Rescue at Rigel (1980)
- Revenge of Defender (1988)
- Ricochet (1981)
- Rogue (1985)
- Silicon Warrior (1984)
- Snow Strike (1990)
- Sorcerer of Siva (1981)
- Space Station Oblivion (1987)
- Spiderbot (1988)
- The Sporting News Baseball (1988)
- Sports-A-Roni (1988)
- Spy vs. Spy III: Arctic Antics (1986)
- Starfire and Fire One (1983)
- Starfleet Orion (1978)
- StarQuest: Rescue at Rigel (1980)
- StarQuest: Star Warrior (1980)
- Street Cat (1988)
- Street Sports Baseball (1987)
- Street Sports Basketball (1987)
- Street Sports Football (1988)
- Street Sports Soccer (1988)
- Sub Battle Simulator (1988)
- Summer Games (1984)
- Summer Games II (1985)
- Super Cycle (1986)
- The Sword of Fargoal (1982)
- Techno Cop (1988)
- Temple of Apshai (1979)
- Temple of Apshai Trilogy (1985)
- Winter Games (1985)
- World Games (1986)
- The World’s Greatest Baseball Game (1984)
- World Karate Championship (1986)
- Zarlor Mercenary (1990)